# Adieu ma jolie (film, 1975)
Pour les articles homonymes, voir Adieu ma jolie.
Pour plus de détails, voir Fiche technique et Distribution.
Adieu ma jolie (Farewell, My Lovely) est un film néo-noir américain réalisé par Dick Richards, sorti en 1975. 
Le film est une adaptation cinématographique du roman éponyme de Raymond Chandler.

## Synopsis
En 1941 à Los Angeles, le détective Philip Marlowe (joué par Robert Mitchum) est engagé par Malloy Moose (Jack O'Halloran), un vrai costaud qui après sa sortie de prison désire retrouver son ex-petite amie Velma. Ses premières investigations le conduisent sur de fausses pistes ce qui déçoit fort Malloy qui tue un patron de bar. Il est par ailleurs recherché par la police et échappe lui-même à une tentative d'assassinat.
Une autre affaire se présente à Marlowe, un nommé Lindsay Marriott lui demande de l'accompagner pour la remise d'une somme importante liée au vol d'un collier de jade. Mais Marriott est tué lors de l'opération ce qui amène Marlowe devant le Lt Nulty.
La piste du collier de jade le conduit chez un personnage important, le juge Baxter Wilson Grayle qui est un collectionneur de jade. Son épouse Helen Grayle fait du charme à Marlowe.
De retour à son bureau, Marlowe est enlevé et conduit chez Frances Amthor, une tenancière de bordel qui est bientôt assassinée.
Laird Brunette, personnage influent entre en scène, chargeant Marlowe de retrouver Malloy Moose. Une rencontre organisée entre Velma Valento et Malloy se révèle être un traquenard. Il s'avère que Velma Valento (Charlotte Rampling) n'est autre qu'Helen Grayle.

## Fiche technique
- Titre : Adieu ma jolie
- Titre original : Farewell, My Lovely
- Réalisation : Dick Richards
- Scénario : David Zelag Goodman (en), d'après un roman de Raymond Chandler
- Décors : Dean Tavoularis
- Photographie : John A. Alonzo
- Montage : Joel Cox et Walter Thompson
- Musique : David Shire
- Directeur de production : Tim Zinnemann
- Sociétés de production : EK, ITC Entertainment
- Pays d'origine :  États-Unis
- Langue : anglais
- Format : Couleurs - 35 mm - 1,33:1 - Mono
- Genre : Néo-noir[1]
- Durée : 95 minutes
- Dates de sortie : 
  - États-Unis : 8 août 1975
  - France : 28 avril 1976
- Affiche : René Ferracci (France)

## Distribution
- Robert Mitchum (VF : Georges Aminel) : Philip Marlowe
- John Ireland (VF : André Valmy) : Nulty
- Charlotte Rampling (VF : Sylvie Moreau) : Helen Grayle/Velma
- Sylvia Miles (VF : Paule Emanuele) : Jessie Halstead Florian
- Anthony Zerbe (VF : Roland Menard) : Laird Brunette
- Harry Dean Stanton (VF : Claude Joseph) : Billy Rolfe
- Jack O'Halloran (VF : Jacques Dynam) : Moose Malloy
- Sylvester Stallone : Kelly/Jonnie
- Jim Thompson (VF : Georges Riquier) : le juge Baxter Wilson Grayle
- Joe Spinell : Nick
- Walter McGinn : Tommy Ray
- John O'Leary (VF : Daniel Brémont) : Lindsay Marriott
- Kate Murtagh (VF : Paula Dehelly) : Frances Amthor
- Logan Ramsey (VF : Antoine Marin) : le commissaire

## Production
Deuxième roman de Chandler et deuxième aventure de Philip Marlowe ; le livre, publié en 1941, a déjà fait l'objet de deux adaptations avant celle-ci. La première, The Falcon takes over, date de 1942 et est réalisée par Irving Reis. Il s'agit d'une version assez libre dans laquelle Philip Marlowe n'apparait même pas. La seconde, Adieu, ma belle, datant de 1944 et signée Edward Dmytryk, est beaucoup plus fidèle à l'esprit et au ton du roman.
Le film de Dick Richards est aussi le troisième de quatre films inspirés par Chandler et réalisés entre 1969 et 1978, après La Valse des truands de Paul Bogart et Le Privé de Robert Altman, mais avant Le Grand sommeil de Michael Winner. Alors que les trois autres films transposent le récit dans un contexte contemporain, Adieu ma jolie est le seul à rester fidèle au cadre du roman : la Californie du début des années 1940. 
Deux ans plus tard, Robert Mitchum reprend le rôle de Marlowe dans Le Grand Sommeil de Michael Winner. Il devient ainsi le seul acteur à avoir incarné le détective à deux reprises au cinéma. On note également dans Adieu ma jolie la présence de Sylvester Stallone, qui tient là un de ses derniers rôles avant le triomphe commercial de Rocky, l'année suivante. L'écrivain Jim Thompson y fait aussi une brève apparition dans ce qui est son seul rôle au cinéma.

## Distinctions

### Récompenses
- National Board of Review: Top Ten Films 1975

### Nominations
- Oscars 1976 : Meilleure actrice dans un second rôle pour Sylvia Miles
- Prix Edgar-Allan-Poe 1976 : Meilleur film pour David Zelag Goodman